# Can't Get You Out of My Head
»Can't Get You Out of My Head« je pesem avstralske pevke Kylie Minogue, izšla kot prvi single z njenega osmega studijskega albuma Fever (2001). Pesem je napisal in produciral Cathy Dennis in Rob Davis. Pesem je bila hit po vsem svetu in je dosegel prvo mesto v več kot 40 državah, vključno z Združenim kraljestvom, Avstralijo, Nemčijo, Francijo, Italijo, Irsko, Novo Zelandijo, Švico in vse druge evropske države, razen na Finskem, kjer je dosegel peto mesto. Pesem se je do danes prodala več kot 4 milijone izvodov.

## Ozadje in izdaja
Pesem »Can't Get You Out of My Head« so nameravali izdati kot glavni singl z albuma Kylie Minogue, izdanega leta 2001. Pesem sta napisala Cathy Dennis in Rob Davis, ki sta jo tudi producirala. Založbi Parlophone Records in Warner Music Group sta jo 8. septembra 2001, in sicer v Združenem kraljestvu in Avstraliji. Tudi drugod po svetu so jo izdali kot singl. Prve kitice pesmi, »la la la«, so tudi naslov avtobiografije Kylie Minogue, knjige La La La.

## Sestava
Pesem »Can't Get You Out Of My Head« je dance-pop pesem zmernega tempa z močnim vplivom elektronske glasbe. Napisala in producirala sta jo Cathy Dennis, ki je kasneje napisala tudi pesmi »I Kissed a Girl« Katy Perry in »Toxic« Britney Spears, ter Rob Davis. Pesem je vključevala električni klavir in električno kitaro. Vokali Kylie Minogue se raztezajo od C4 do D5.

## Sprejem kritikov
Novinar revije Rolling Stone je pesem uvrstil na petištirideseto mesto svojega seznama 100 najboljših pesmi 2000. let. Pesem je opisal kot: »Miniaturna avstralska barbika je osvojila ameriški trg s klasično pesmijo, ki občinstvo takoj obsede s svojo melodijo in prepevanjem preprostega besedila 'la-la-la'. To pesem lahko poslušamo povsod, celo v fitnes centrih.« Seznam je sestavila skupina izkušenih glasbenikov, med katerimi so bili tudi glavni pevci priznanih glasbenih skupin. Poleg tega ga je pregledalo 100 umetnikov, glasbenih kritikov in drugih članov glasbene industrije. Novinar britanske revije The Telegraph je pesem uvrstil na svoj seznam 100 porednih pesmi; tam je pesem zasedla deveto mesto. Zraven je v svoji oceni pesmi napisal: »Še nobena pop pesem ni ničesar opravila tako učinkovito: singl, ki sta ga napisala Cathy Dennis in Rob Davis, se takoj zapiše v spomin in nazadnje ga ne moreš spraviti iz glave.« Tim Finney iz revije Pitchfork Media je pesmi dodelil sedemintrideseto mesto na svojem seznamu 500 najboljših pesmi 2000. let. Tudi sam je pesmi dodelil pozitivno oceno, saj je napisal: »Le kako je Kylie uspelo v le enem desetletju posneti toliko tako dobrih plesnih singlov? [...] V pravem okolju se lahko ob plesu na pesem 'Can't Get You Out of My Head' predajamo spogledovanju, zapeljevanjem, ki se mu ne moremo upreti, lahko pa tudi neopisljivemu razočaranju ali kompulzivnemu ponavljanju, kar predstavlja sklenjen krog, ki se vseskozi ponavlja.« Mike Atkinson iz revije Stylus Magazine je pesem uvrstil na svoj seznam 100 najboljših pesmi desetletja, in sicer na dvajseto mesto. V svoji oceni pesmi je napisal: »Kot mnoge pomembnejše pop pesmi pred njo tudi pesem 'Can’t Get You Out Of My Head' predstavlja milo mešanico kontrastov. Je javna in zasebna, živahna in zaskrbljena, vsebuje celo trenutke svetleče predaje.«
Novinar revije Slant Magazine je pesmi dodelil pozitivno oceno in jo uvrstil na tretje mesto na svojem seznamu najboljših singlov. Napisal je: »Še vedno zveni kot prihodnost, kjer je vse pomešano; v videospotu za pesem nosi oprijete oblekice, na avtocesti prehitro vozi svoj moderni avtomobil, obiskuje najbolj kulske zabave na svetu - a kljub zmedi si ničesar od tega ne moremo spraviti iz glave.« Chris True s spletne strani Allmusic je pesmi dodelil pozitivno oceno. Primerjal jo je s pesmimi z njenega prejšnjega albuma, Light Years: »Pesem 'Can't Get You Out of My Head' je zabavna plesna pesem zmernega tempa, ki je boljša od vseh prejšnjih pesmi Kylie Minogue, celo od njenih del z albuma Light Years.« Novinar revije NME je pesmi dodelil sedeminštirideseto mesto na seznamu 100 najboljših pesmi desetletja. V svoji oceni pesmi je napisal: »Pesem 'Can't Get You Out Of My Head', ki je zasedla vrh več kot štirideset lestvic, morda le ni zadnji spodobni singl, ki ga je zvezdnica serije Sosedje kdaj izdala, a zagotovo je najboljši.« Oktobra 2011 je revija NME pesmi dodelila triinosemdeseto mesto na seznamu 150 najboljših pesmi zadnjih 15 let.

## Dosežki na lestvicah
Pesem »Can't Get You Out Of My Head« je v skoraj vseh državah po svetu požela veliko uspeha. Debitirala je na vrhu avstralske glasbene lestvice, kjer je ostala tri tedne. Tako je postala sedma pesem Kylie Minogue, ki je zasedla vrh te lestvice. Pesem je s strani organizacije Australian Recording Industry Association (ARIA) za 210.000 prodanih izvodov v tej državi prejela trikratno platinasto certifikacijo. Na novozelandski lestvici je pesem debitirala na triintridesetem mestu. Nazadnje je tamkaj zasedla prvo mesto in tako postala prvi singl Kylie Minogue v njeni karieri, ki mu je to uspelo; do danes ostaja tudi edini. S strani organizacije Recording Industry Association of New Zealand (RIANZ) je za 7.500 tamkaj prodanih izvodov prejela zlato certifikacijo.
Pesem »Can't Get You Out of My Head« je zasedla prvo mesto na vseh evropskih lestvicah, na katere se je uvrstila, z izjemo finske, kjer je zasedla peto mesto. Pesem je januarja 2002 šestnajst tednov prejela na vrhu evropske glasbene lestvice. Poleg tega je en teden ostala na vrhu nemške in francoske lestvice; v vsaki državi je pesem »Can't Get You Out of My Head« prodala več kot 500.000 izvodov in si zato prislužila platinasto certifikacijo tako s strani organizacije Bundesverband Musikindustrie kot s strani organizacije Syndicat National de l'Édition Phonographique (SNEP). Singl je v Združenem kraljestvu že v prvem tednu od izida prodal več kot 306.000 izvodov in si tako prislužil prvo mesto na britanski glasbeni lestvici, kjer je ostal še štiri tedne. Nazadnje je s strani organizacije British Phonographic Industry (BPI) prejela platinasto certifikacijo.
Po uspehu, ki ga je pesem »Can't Get You Out of My Head« požela po svetu, so jo leta 2002 izdali tudi v Severni Ameriki. Že 5. januarja je zasedel triindvajseto mesto na Billboardovi lestvici Bubbling Under Hot 100 Singles. Dva tedna kasneje je debitiral na štiriinšestdesetem mestu lestvice Billboard Hot 100 in po devetih tednih tamkaj nazadnje zasedel sedmo mesto. Tako je pesem postala prva pesem Kylie Minogue, ki je na lestvici Billboard Hot 100 zasedla eno izmed prvih desetih mest, po pesmi »The Loco-Motion« (ta se je med prvimi desetimi pesmimi pojavila za dva tedna v letu 1988). Pesem je na lestvici ostala dvajset tednov in na tamkajšnji lestvici ob koncu leta zasedla petinštirideseto mesto. Pesem »Can't Get You Out of My Head« se je v Združenih državah Amerike uvrstila tudi na prvo mesto Billboardove lestvice Top 40 Radio, eno od prvih desetih mest Billboardovih lestvic Top 40 Mainstream ter Rhythmic Top 40 in osmo mesto na Billboardovi lestvici Hot 100 Airplay.

## Videospot

### Ozadje
Videospot pesmi »Can't Get You Out of My Head« je režirala Dawn Shadforth. Prične se s Kylie Minogue, ki vozi svoj avtomobil proti futurističnemu mestu; ob tem jo spremljajo razni spremljevalni plesalci, oblečeni v futuristična oblačila. Skupaj z ostalimi spremljevalnimi plesalci se, oblečena v športna oblačila, prične sprehajati po računalniško ustvarjenem futurističnem mestu. Njen beli, oprijeti kostum so v medijih pogosto omenjali tako zaradi nenavadnega modnega stila kot zato, ker je razkrival zelo veliko. Kostum je oblikoval londonski modni oblikovalec Fee Doran, ki je tedaj delal pod psevdonimom ga. Jones. V zadnjem prizoru se je pojavila s skodranimi lasmi v kratki obleki. Na začetku je nameravala namesto te obleke, ki je bila del jesensko-zimske kolekcije Toma Forda iz leta 2001, nositi neko Guccijevo obleko. Slednja pa je bila prevelika zanjo, zato so izbrali drugo. V svoji knjigi La La La je William Baker napisal, da je robotski ples iz videospota navdihnila koreografija iz videospota za Madonnino pesem »Vogue«; menil je, da je pomembno, da Kylie Minogue na tej stopnji svoje kariere narekuje trende in ne, da jim sledi.

### Zgodba
Videospot se prične s Kylie Minogue, ki zapelje čez futuristični most in nato zapelje do metropole. Ko nadaljuje z vožnjo, se vmes predvajajo tudi prizori, v katerih v belih oblačilih skupaj s svojimi spremljevalnimi plesalci pleše robotski ples. Ob koncu refrena pokažejo Kylie Minogue, kako oblečena v oprijemajočo se belo obleko poje pesem. To obleko ponovno nosi med drugim refrenom, ko pleše skupaj s spremljevalnimi plesalci, oblečenimi v rdeče obleke in cilindre. Na koncu videospota se oblečena v svetlečo se sivo obleko pojavi na vrhu neke stavbe. Ko na stavbo vstopijo še plesalci, prične plesati skupaj z njimi. Konča se s Kylie Minogue, ki odide s strehe stavbe in hkrati stresa z lasmi.

## Nagrade in ostali dosežki
- Pesem je bila nominirana za dve nagradi ARIA Awards, in sicer v kategorijah za »najbolje prodajan avstralski singl« in za »singl leta«.
- Singl je največkrat predvajan singl na nemških radijih v enem tednu.
- Pesem »Can't Get You Out of My Head« so na britanskih radijih v enem tednu predvajali več kot tri tisočkrat, s čimer je postal prvi singl v zgodovini britanskih singlov, ki so ga v enem tednu predvajali več kot tri tisočkrat.
- Pesem je ob koncu leta v Veliki Britaniji postala tretji najbolje prodajani singl leta in največkrat predvajani singl na radijih leta; ker je osem tednov ostala na vrhu britanske lestvice, je postala tudi pesem, ki je najdlje ostala na prvem mestu v zgodovini te lestvice.
- Videospot je prejel dve nagradi UK Creative and Design Awards, in sicer v kategorijah za »najboljši pop videospot« in za »najboljši videospot leta 2001«.
- Popularna britanska glasbena revija NME je videospot te pesmi imenovala za najboljši videospot leta.
- Pesem je postala najbolje prodajani singl vseh časov založbe EMI v Grčiji.
- Pesem je postala najbolje prodajan singl na Norveškem leta.
- Pesem je bila na podelitvi kanadskih nagrad Much Music Video Awards nominirana za nagrado v kategoriji za »najboljši mednarodni videospot«.
- Pesem je bila nominirana za tri nagrade Ivor Novello Awards, in sicer v kategorijah za »najboljši mednarodni singl«, »najboljše plesno delo« in »največkrat predvajano delo leta«.
- Leta 2002 je videospot pesmi prejel nagrado MTV Video Music Award v kategoriji za »najboljšo koreografijo«.
- Gledalci italijanske različice kanala MTV so videospot za pesem izglasovali za tretji najboljši videospot vseh časov.

## Nastopi v živo
Kylie Minogue je s pesmijo nastopila na naslednjih koncertnih turnejah:
- On a Night Like This Tour (takrat pesem še ni bila izdana, saj je turnejo organizirala pred izidom pesmi ali albuma)
- KylieFever2002 (na seznamu pesmi označena kot »Can't Get Blue Monday Out Of My Head«)
- Showgirl: The Greatest Hits Tour
- Showgirl: The Homecoming Tour
- KylieX2008 (remix Grega Kurstina, ki vključuje tudi elemente pesmi »Boombox« in »Blue Monday«)
- North American Tour 2009 (enako kot pri turneji KylieX2008)
- Aphrodite World Tour (remix Soulwaxa Kylussa)

Poleg tega je s pesmijo nastopila tudi na:
- podelitvi nagrad MTV Europe Music Awards leta 2001
- televizijski specijalki An Audience with Kylie (2001)
- televizijskem koncertu Money Can't Buy (2003)
- televizijski specijalki The Kylie Show (2007; remix Grega Kurstina)

## Ostali ustvarjalci
- Tekstopisec – Cathy Dennis, Rob Davis
- Produkcija – Cathy Dennis
- Sintetizator – Rob Davis
- Električna kitara – Rob Davis
- Programiranje tolkal – Rob Davis
- Mešanje – Tim Orford

Vir:

## Seznam verzij
Mednarodni CD 1
1. »Can't Get You Out of My Head« – 3:51
2. »Boy« – 3:47
3. »Rendezvous at Sunset« – 3:25
4. »Can't Get You Out of My Head« (Video)

Mednarodni CD 2
1. »Can't Get You Out of My Head« – 3:51
2. »Can't Get You Out of My Head« (K&M Mindprint Mix) – 6:34
3. »Can't Get You Out of My Head« (Plastika Mix) – 9:26

Mednarodni CD 3
1. »Can't Get You Out of My Head« – 3:51
2. »Boy« – 3:47

Avstralski CD 2
1. »Can't Get You Out of My Head« – 3:51
2. »Can't Get You Out of My Head« (K&M Mindprint Mix) – 6:34
3. »Can't Get You Out of My Head« (Plastika Mix) – 9:26
4. »Can't Get You Out of My Head« (Superchumbo Todo Mamado Mix) – 8:32

## Dodatni remixi
Remix pesmi je posnel Greg Kurstin.
- »Can't Get You Out of My Head« (remix Greg Kurstina) – 4:05 [na voljo kot B-stran pesmi »In My Arms« in kot dodatna pesem na eni od različic albuma z remixi Boombox]

Soulwax je posnel dva remixa pesmi.
- »Can't Get You Out of My Head« (Soulwaxov elektronski remix) – 4:17 – na voljo na albumu As Heard on Radio Soulwax Pt. 2 (kot skrita pesem).
- »Can't Get You Out of My Head« (Soulwaxov remix) – 4:20 – na voljo kot sedma pesem z albuma Most of the Remixes….

Mike Rizzo je posnel tri remixe pesmi.
- »Can't Get You Out of My Head« (Mike Rizzo Global Radio Mix) – 3:43 – le za promocijo
- »Can't Get You Out of My Head« (globalni remix Mikea Rizza) – 5:44 – le za promocijo
- »Can't Get You Out of My Head« (globalni klubski remix Mikea Rizza) – 8:26 – le za promocijo

Remix pesmi je posnel Dirty South (DJ).
- »Can't Get You Out of My Head« (remix Dirtyja Southa) – 3:31 – le za promocijo

Remix pesmi je posnel Peter Rauhofer.
- »Can't Get You Out of My Head« (klubski remix Petra Rauhofra) – 10:07 – le za promocijo

Remix pesmi je posnela glasbena skupina Thunderpuss.
- »Can't Get You Out of My Head« (remix Thunderpuss) – 6:32 – le za promocijo

Remix pesmi je posnel Stuart Crichton.
- »Can't Get Blue Monday Out of My Head« – 4:05 – [na voljo kot B-stran singla »Love at First Sight« in na albumu z remixi Boombox]

Remix pesmi je posnela tudi glasbena skupina The Flaming Lips.
- »Can't Get You Out of My Head« – 4:08 – [na voljo na EP-ju The Flaming Lips Fight Test]

## Dosežki in certifikacije
| Lestvica                               | Dosežek |
| -------------------------------------- | ------- |
| Avstralija (ARIA)                      | 1       |
| Avstrija (Ö3 Austria Top 40)           | 1       |
| Belgija (Flandrija; Ultratop 50)       | 1       |
| Belgija (Valonija; Ultratop 40)        | 1       |
| Danska (Tracklisten)                   | 1       |
| Nizozemska (Mega Single Top 100)       | 1       |
| Finska (Suomen virallinen lista)       | 5       |
| Francija (SNEP)                        | 1       |
| Nemčija (Media Control Charts)         | 1       |
| Irska (IRMA)                           | 1       |
| Italija (FIMI)                         | 1       |
| Nova Zelandija (RIANZ)                 | 1       |
| Norveška (VG-lista)                    | 1       |
| Romunija (Romanian Top 100)            | 1       |
| Španija (PROMUSICAE)                   | 1       |
| Švedska (Sverigetopplistan)            | 1       |
| Švica (Swiss Music Charts)             | 1       |
| Združeno kraljestvo (UK Singles Chart) | 1       |
| ZDA (Billboard Hot 100)                | 7       |
| ZDA (Billboard Hot Dance Club Songs)   | 1       |

| Država                              | Dosežek |
| ----------------------------------- | ------- |
| Velika Britanija (UK Singles Chart) | 7       |
| Avstralija (ARIA)                   | 58      |
| Nemčija (Media Control Charts)      | 67      |
| Nizozemska (RIANZ)                  | 15      |

| Država                                     | Dosežek |
| ------------------------------------------ | ------- |
| Velika Britanija (Official Charts Company) | 67      |
| Švica (Schweizer Hitparade)                | 156     |

| Leto | Država                                      | Dosežek |
| ---- | ------------------------------------------- | ------- |
| 2001 | Avstralija (ARIA)                           | 3       |
| 2001 | Avstrija (Ö3 Austria Top 75)                | 1       |
| 2001 | Belgija (Flandrija; Ultratop 50)            | 8       |
| 2001 | Belgija (Valonija; Ultratop 40)             | 5       |
| 2001 | Francija (SNEP)                             | 8       |
| 2001 | Nemčija (Media Control Charts)              | 6       |
| 2001 | Irska (IRMA)                                | 7       |
| 2001 | Nizozemska (Mega Single Top 100)            | 2       |
| 2001 | Romunija (Romanian Top 100)                 | 1       |
| 2001 | Švica (Schweizer Hitparade)                 | 1       |
| 2001 | Velika Britanija (Official Charts Company)  | 3       |
| 2002 | Avstrija (Ö3 Austria Top 75)                | 50      |
| 2002 | Francija (SNEP)                             | 36      |
| 2002 | Nemčija (Media Charts Company)              | 15      |
| 2002 | Švica (Schweizer Hitparade)                 | 26      |
| 2002 | Združene države Amerike (Billboard Hot 100) | 45      |

| Regija                         | Certifikacija | Prodaja   |
| ------------------------------ | ------------- | --------- |
| Avstralija (ARIA)              | 3× platinasta | 210.000   |
| Avstrija (IFPI - Avstrija)     | Platinasta    | 30.000    |
| Belgija (BEA)                  | 2× platinasta | 100.000   |
| Francija (SNEP)                | Platinasta    | 500.000   |
| Nemčija (BVMI)                 | Platinasta    | 500.000   |
| Grčija (IFPI - Grčija)         | Platinasta    | 15.000    |
| Nova Zelandija (RIANZ)         | Zlata         | 7.500     |
| Norveška (IFPI - Norveška)     | Platinasta    | 10.000    |
| Švedska (GLF)                  | Platinasta    | 30.000    |
| Švica (IFPI - Švica)           | Platinasta    | 40.000    |
| Velika Britanija (BPI)         | Platinasta    | 1.087.000 |
| Združene države Amerika (RIAA) | Zlata         | 550.000   |

## Ostale različice
| - Hongkonški folk-pop duet (album Meow Meow Meow). - Brazilska pevka Karina Battis (album Karina Battis 2.0). - Carmen Consoli (albuma Carmen Consoli in Un sorso in più). - Catman Cohen (album How I Want to Die—the Catman Chronicles 1). - Jack L (akustična različica na albumu Even Better than the Real Thing Vol. 1). - Helena Noguerra (album Née dans la nature). - The Flaming Lips (EP Fight Test). - Inkubus Sukkubus (album The Beast With Two Backs). - Nemška elektronska glasbena skupina Cyber Axis (album Skin (2003)). - Kid 606 (The Action Packed Mentallist Brings You the Fucking Jams). - Poljska rock glasbena skupina Makowiecki Band (album Makowiecki Band). - Švedska hardcore glasbena skupina Eternal September. - T.C. (promocijski album Dockers San Francisco Lifestyle). - »Can't Get Blue Monday Out Of My Head« (remix Stuarta Crichtona; Boombox (2009)). - Japonska pevka Ami Suzuki (Tokyo Girls Collection). - Kitajska pevka Shang Wenjie (Nightmare). - Scala & Kolacny Brothers (On the Rocks). - Ed Alleyne-Johnson (Echoes). | - C. C. Catch v raznih televizijskih oddajah - Basement Jaxx - Bono (Vertigo Tour, 10. november 2006) - Kasey Chambers in Shane Nicholson, (Rockwiz) - Coldplay (Twisted Logic Tour, Glastonbury Festival 2005) - Garbage (Beautifulgarbage Tour) - The Unicorns - Tori Amos - Good Charlotte - Matchbox 20 - Sandra Bernhard - Prince - Patrick Wolf - Short Stack (Princess Ball Tour 2009) - Soulwax (Nite Versions Tour) - Kelly Clarkson (All I Ever Wanted Tour – avstralska različica) - Johnny Robinson v osmi sezoni oddaje The X Factor - Skupni nastop v osmi sezoni oddaje Ameriški idol. |